# جی‌دبلیو ماریوت مارکوئیز دبی
جی‌دبلیو ماریوت مارکوئیز دبی یک هتل واقع در دبی، امارات متحده عربی می‌باشد. ساخت و ساز این ساختمان نوامبر ۲۰۰۶ شروع شد و برج شماره ۱ آن در سال ۲۰۱۲ به پایان رسید. معمار این بنا گروه آرک است که این بنا را به سبک معماری مدرن طراحی کرده‌است. مساحت زیربنای آن ۳۲۰٬۳۱۴ متر مربع (۳٬۴۴۷٬۸۳۰ فوت مربع)، تعداد طبقاتش ۸۲ است.

## نگارخانه

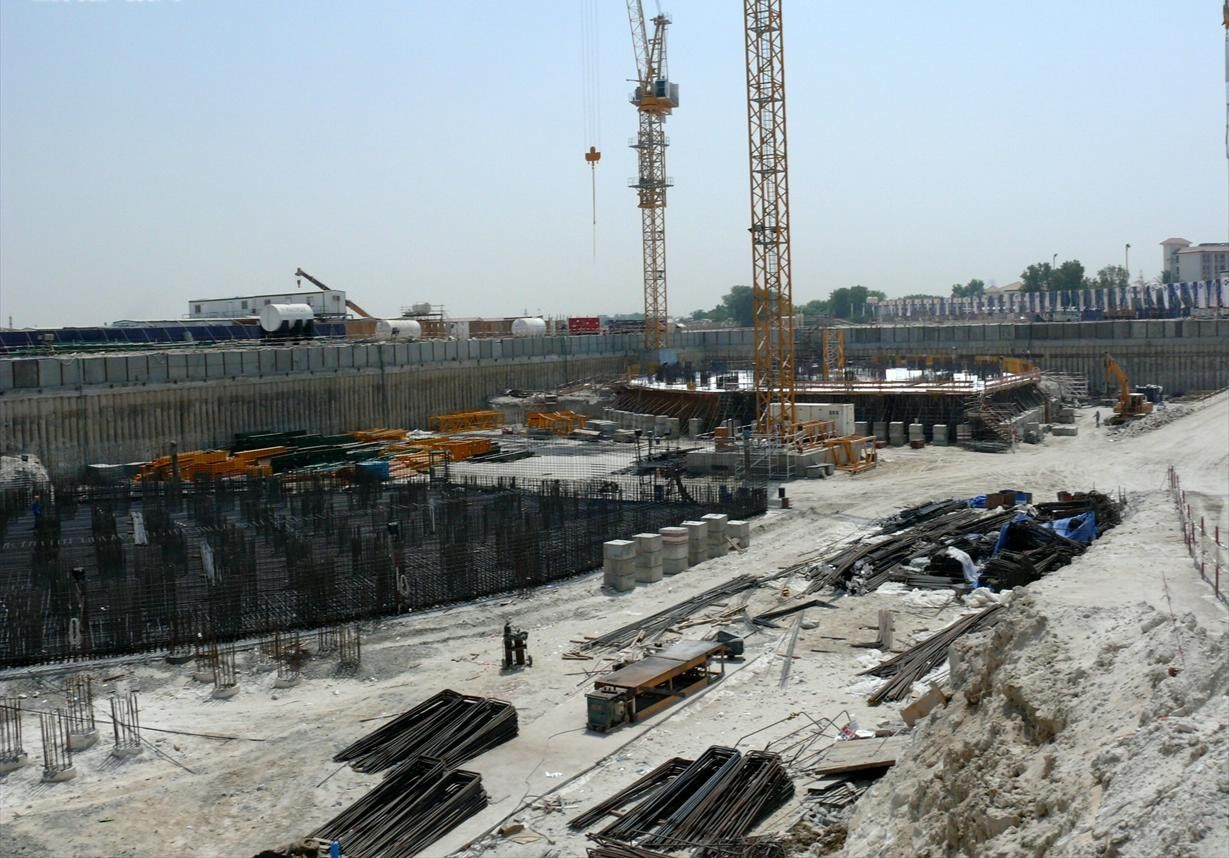
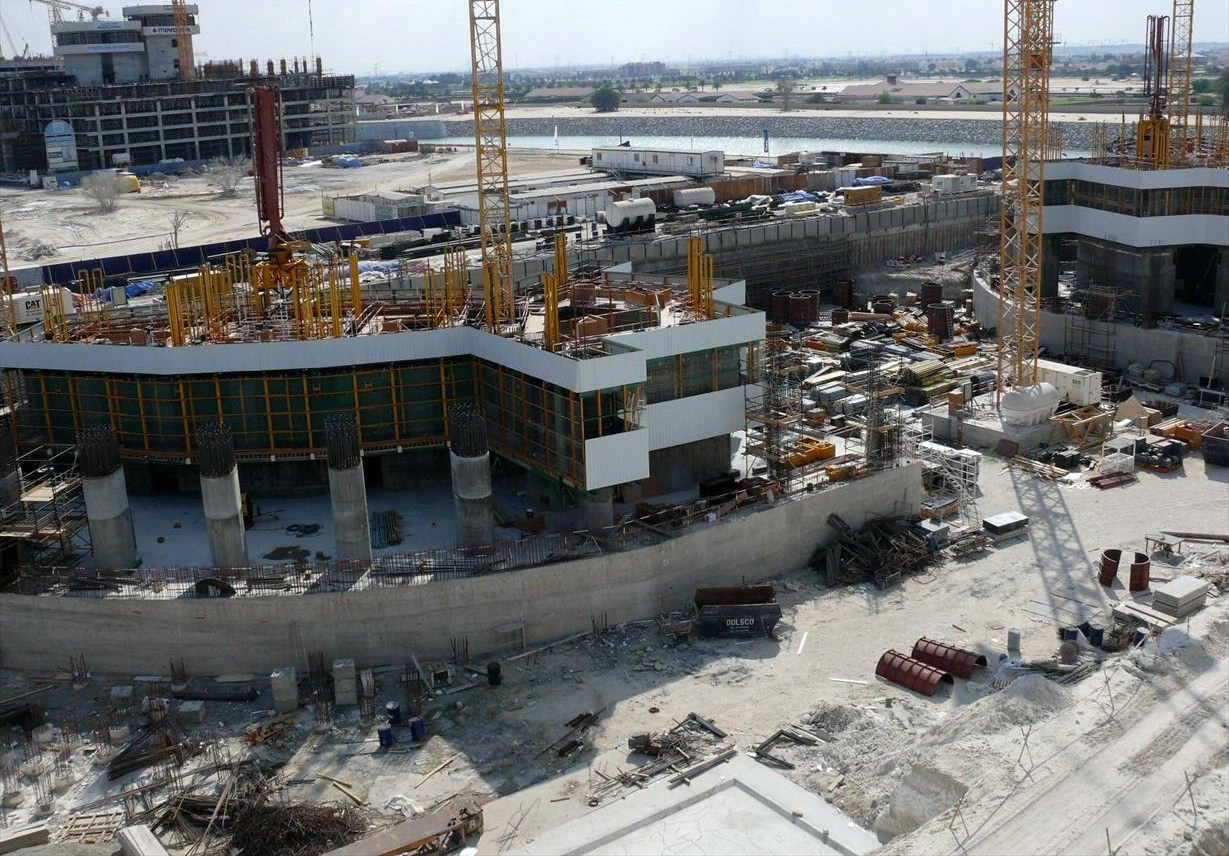